# Biichi Satō
Biichi Satō (佐藤 美一 Satō Biichi) es un seiyū japonés nacido el 22 de septiembre de 1977 en la Prefectura de Kanagawa. Ha participado en series como Fullmetal Alchemist: Brotherhood y Kuroko no Basuke, entre otras. Está afiliado a Office PAC.

## Roles interpretados

### Series de Anime
- Blade como Cimarron
- Detective Conan como Noboru Takanashi
- Fullmetal Alchemist: Brotherhood como Heymans Breda
- Ghost Hound como Eiichi Ooya
- Golgo 13 como Alex
- Gundam 00 como Mahal
- Kekkaishi como Rowdy y un miembro de la familia de Yomi
- Kurogane no Linebarrels como Jack Smith
- Kuroko no Basuke como Shinsuke Kimura
- Shikabane Hime como Shiraishi

### Películas
- Fullmetal Alchemist: la estrella sagrada de Milos como Heymans Breda

### Videojuegos
- Final Fantasy XIII como Gadot
- Phoenix Wright: Ace Attorney - Dual Destinies como Gouzou Ban (Bobby Fullbright)

### Doblaje
- Dexter como Vincent Masuka
- Queer Duck: The Movie como Vendor
- Wreck-It Ralph como Cyborg (Kano)
- Harvey Beaks como Irving Beaks y el resto de personajes masculinos
- Trollz como Rock Trollhammer